# شون بورتر
شون بورتر (بالإنجليزية: Shawn Porter)‏ مواليد 27 أكتوبر 1987 في آكرون، أوهايو، الولايات المتحدة، هو ملاكم محترف أمريكي يصنف ضمن فئة وزن خفيف المتوسط.

## إحصائيات
خاض خلال مسيرته 29 نزالا، فاز في 26 وتعادل في 1 وخسر في 2. فاز بالضربة القاضية في 16 نزالا.

## وصلات خارجية
- شون بورتر على موقع بوكس ريك (الإنجليزية) (registration required)

- الموقع الرسمي